# Mali Music
Mali Music est un album de 2002 reposant sur une coopération de musiciens menés par Damon Albarn comprenant notamment Afel Bocoum et Toumani Diabaté. Cet album est également l'objet d'un caméo de la part de Ko Kan Ko Sata.

## Liste des titres
1. Spoons
2. Bamako City
3. Le Relax
4. Nabintou Diakité (live recording)
5. Makelekele
6. The Djembe
7. Tennessee Hotel
8. Niger
9. 4AM At Toumani's
10. Institut National Des Arts
11. Kela Village
12. Griot Village
13. Le Hogon
14. Sunset Coming On
15. Ko Kan Ko Sata Doumbia On River
16. Les Ecrocs